# Alfabeto ulfilano

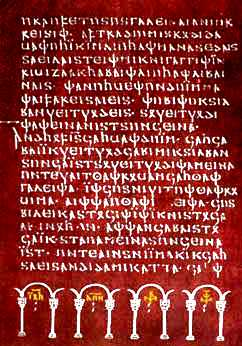
Caracteres ulfilanos en la primera página del Codex Argenteus.

El alfabeto ulfilano o moesogótico es un alfabeto que se usó para escribir en godo. Recibe el nombre de su supuesto inventor, el obispo Ulfilas, que lo ideó en un principio para transcribir la biblia tras la conversión de los godos al arrianismo en el siglo IV. Consta de 25 letras, que son adaptaciones de runas, caracteres griegos y latinos.
Terminó siendo el origen del alfabeto gótico que se usó en Europa central hasta el siglo XV. No ha sobrevivido ningún manuscrito completo escrito con caracteres ulfilanos, solamente algunos fragmentos del Códice argenteo conservados en la biblioteca de la universidad de Upsala y otros en la Biblioteca Apostólica Vaticana.